# Zequinha de Abreu
José Gomes de Abreu, conhecido como Zequinha de Abreu (Santa Rita do Passa Quatro, 19 de setembro de 1880 — São Paulo, 22 de janeiro de 1935) foi um músico, compositor e instrumentista brasileiro. Tocava flauta, clarinete e requinta. Um dos maiores compositores de choros, é autor do famoso choro "Tico-Tico no Fubá", que foi muito divulgado no Exterior nos anos 40 por Carmen Miranda. Abreu foi organizador e regente de orquestras e bandas no interior paulista.

## Biografia
Zequinha de Abreu era o mais velho dos oito filhos do boticário José Alacrino Ramiro de Abreu e de Justina Gomes Leitão. Sua mãe ansiava para que ele seguisse a carreira de padre e o pai desejava que se formasse em medicina. Mas aos seis anos de idade ele já mostrava que tinha vocação para a música, tirando melodias da flauta. Ainda durante o curso primário organizou uma banda na escola, da qual ele mesmo era o regente. Com 10 anos, já tocava requinta, flauta e clarineta na banda e ensaiava suas primeiras composições.
Zequinha estudou em Santa Rita do Passa Quatro e no Colégio São Luís de Itu. Em 1894 foi para o Seminário Episcopal de São Paulo, onde aprendeu harmonia. Aos 17 anos voltou para sua cidade natal e fundou sua própria orquestra, visando se apresentar em saraus, bailes, aniversários, casamentos, serestas e em cinemas, acompanhando os filmes mudos. Nessa época, fez suas primeiras valsas conhecidas, como "Flor da Estrada".
Aos 18 anos contraiu matrimônio com Durvalina Brasil, que tinha apenas 14 anos de idade. O casal morou por alguns meses no Distrito de Santa Cruz da Estrela, próximo a Santa Rita. Cuidavam de uma farmácia e de uma classe de ensino primário. De volta a Santa Rita, Zequinha coordenou o trabalho da orquestra com os cargos de secretário da Câmara Municipal e de escrevente da Coletoria Estadual e já compunha choros, tangos, marchinhas e foxtrotes.
De formação singela, Zequinha de Abreu tornou-se figura decisiva da música popular brejeira e de classe média no Brasil no começo do século XX. Graças a Carmem Miranda, ficou internacionalmente conhecido.
Seu título mais famoso, o choro "Tico-tico no fubá", é de 1917. Divulgado mais tarde por Carmem Miranda nos Estados Unidos, tornou-se uma das músicas mais gravadas em todo o mundo.
Em 1918, Zequinha de Abreu compôs sua valsa mais conhecida, Branca. No ano seguinte, com a morte do pai, mudou-se para São Paulo e passou a tocar piano em bailes, cabarés e casa de famílias ricas, onde também muitas vezes vendia suas partituras. Em 1933, fundou a banda Zequinha de Abreu, com 25 integrantes. O compositor morreu em São Paulo, em 22 de janeiro de 1935.
Sua vida inspirou o filme "Tico-tico no fubá" (1952), dirigido por Adolfo Celi e Fernando de Barros.

## Principais composições
- Sururu na Cidade - choro
- Tico-Tico no Fubá - choro
- Branca - valsa - Letra de "Duque de Abramonte" (Décio Abramo, 1901-1934, São Paulo/SP)
- Tardes de Lindóia - valsa
- Amando sobre o Mar - valsa
- Não me toques - choro

A Companhia Vera Cruz produziu o filme "Tico-Tico no Fubá", baseado em sua vida.